# Jahid Hasan Ameli
Mohamed Jahid Hasan Ameli (জাহিদ হাসান এমিলি; Pirojpur, 25 dicembre 1987) è un calciatore bangladese, di ruolo attaccante.

## Palmarès

### Club

#### Competizioni nazionali
- Bangladesh League: 2

Sheikh Jamal: 2010-2011
Sheikh Russel: 2012-2013

### Individuale
- Capocannoniere dell'Independence Cup: 1

2014